# Cyperus subfuscus
Cyperus subfuscus là loài thực vật có hoa trong họ Cói. Loài này được Debeaux mô tả khoa học đầu tiên năm 1877.